# Ponta de Pedras
Ponta de Pedras är en kommun i Brasilien.   Den ligger i delstaten Pará, i den nordöstra delen av landet, 1 600 km norr om huvudstaden Brasília. Antalet invånare är 25 989. Ponta de Pedras ligger på ön Ilha de Marajó.
Omgivningarna runt Ponta de Pedras är huvudsakligen savann. Runt Ponta de Pedras är det mycket glesbefolkat, med 5 invånare per kvadratkilometer.